# Stephen McConaghy
Stephen McConaghy (ur. 15 stycznia 1968 w Sydney) – australijski żeglarz sportowy. Olimpijczyk z Atlanta 1996 w klasie Soling. W Atlancie wystąpił jako załogant wraz ze sternikiem Mattem Hayesem oraz drugim załogantem Steve’em Jarvinem zajęli ostatecznie 12. miejsce.